# Anja Šovagović-Despot
Anja Šovagović-Despot (Zagreb, 25. ožujka 1963.) je hrvatska kazališna, televizijska i filmska glumica, spisateljica i glazbena umjetnica. Brat joj je Filip Šovagović.

## Obrazovanje
Završila je Klasičnu gimnaziju (Obrazovni centar za jezike) 1981. godine te srednju Funkcionalnu glazbenu školu u Zagrebu (smjer violončelo) u klasi profesorice Dobrile Berković. Tijekom školovanja osvojila je brojne nagrade na glazbenim natjecanjima.
Diplomirala je glumu na Akademiji dramske umjetnosti u Zagrebu 1985. godine, u klasi prof. Tomislava Durbešića, s ulogom Laure Lenbach u drami U agoniji Miroslava Krleže.

## Glumačka djelatnost
U Glumačkoj družini Histrion počinje s profesionalnim radom u kazalištu. Zajedno s kolegama studentima s Akademije dramske umjetnosti osniva glumačku družinu Lift. Stalna je članica Dramskog kazališta Gavella u Zagrebu od 1. prosinca 1986. godine. Redovita je gošća Dubrovačkih ljetnih igara, Splitskog ljeta i Susreta glumaca u Zagvozdu. Gostuje u HNK u Zagrebu, HNK u Splitu, Zagrebačkom kazalištu mladih, Teatru &TD i drugim kazalištima u Hrvatskoj. 
Odigrala je više od 50 glavnih uloga u kazalištu, više od 40 uloga na filmu i televiziji te mnoge i značajne uloge na Hrvatskom radiju.
Sudjelovala je kao glumica na svjetskim kazališnim i filmskim festivalima: VI Festival Iberoamericano de Teatro de Bogota (s predstavom Tri sestre, 1998.), Arte zero uno u Mexico Cityju (s predstavom Mjesec dana na selu, 2001.), XXIX Festival Internacional Cervantino u Guanajuatu (s predstavom Mjesec dana na selu, 2001.), Festival de Otono u Madridu (s predstavom Mjesec dana na selu, 2002.) i Valencia International Film Festival (s filmom Što je Iva snimila, 2005.). 

## Glazbena djelatnost
Kao pjevačica sudjeluje na brojnim festivalima zabavne glazbe: Festivalu zabavne glazbe u Splitu, Festivalu kajkavske popevke u Krapini, Zagorskom glazbenom festivalu Krijesnica, na Šibenskoj šansoni, na Festivalu šansone u Podgori, Zagrebfestu i drugima, kao i na mnogim glazbenim priredbama poput Božića u Ciboni. Surađuje s istaknutim hrvatskim glazbenicima Nenom Belanom, Stankom Šarićem, Miroslavom Škorom, Matom Matišićem, Alanom Bjelinskim, Ivanom Pikom Stančićem, Marijanom Jergovićem, Ines Prajo, Sinišom Leopoldom i drugima. 
Snimila je samostalni CD s obradama slavonskih narodnih pjesama pod nazivom K'o će mi zabranit.

## Spisateljska djelatnost
Prvu knjigu pod nazivom Divlja sloboda objavila je 2003.g, a tiskana je u tri izdanja.  
Drugu knjigu kazališnih eseja i autobiografskih zapisa Kad se ima kome dati, objavila je 2010 godine. Za pisanje te knjige dobila je stipendiju Ministarstva kulture Republike Hrvatske 2009. godine. Nakladnik obiju knjiga bila je Mozaik knjiga iz Zagreba.
Treću knjigu priprema u svojevrsnom dijalogu s ocem Fabijanom Šovagovićem koji je za sobom ostavio mnoštvo neobjavljenih eseja i tekstova. 
Suradnica je časopisa Kazalište u kojem ima kolumnu Vox histrionis.
Pisala je kolumnu pod nazivom Divlja sloboda u Večernjem listu 2003. i 2004. godine.

## Kulturna i druga djelatnost
Osim kao umjetnica, aktivna je i kao kulturna djelatnica na brojnim područjima. Članica je:
- Nadzornog odbora Hrvatske radiotelevizije od 2015. godine.[1]
- Kazališnog vijeća Satiričkog kazališta Kerempuh od 2014. godine.
- Programskog vijeća Hrvatske radio-televizije od 2003. do 2011.
- Odjela za kazalište i film Matice hrvatske

Bila je predsjednica Odbora za kulturu HDZ-a (kao nestranačka stručnjakinja) od 2013. do ožujka 2016. godine.
Članica je Hrvatskog društva dramskih umjetnika. Izbornica Festivala glumca bila je 2005. godine.
Sudjelovala je u radu nekoliko žirija: 
- Festival glumca (2013.)
- Marulićevi dani (2003.)
- Vjesnikova nagrada Dubravko Dujšin (2003.)
- Mediteran Film Festival (2003.)
- Međunarodni program Pulskog filmskog festivala (2002.)

## Privatni život
Anja Šovagović-Despot u braku je s glumcem Draganom Despotom s kojim ima sina i kćer. Šovagović-Despot je 2011. bila jedna od petstotinjak potpisnika inicijative znanstvenika, umjetnika, intelektualaca i javnih djelatnika za promjenu imena tadašnjeg Trga maršala Tita u Zagrebu, koji je kao komunistički diktator bio odgovoran za mnogobrojne smrti i progone za vrijeme svoje diktature.

## Nagrade i priznanja
Odlikovana je Redom Danice Hrvatske s likom Marka Marulića.
Nositeljica je i Spomenice domovinske zahvalnosti.
Dobitnica je mnogih kazališnih i filmskih nagrada i priznanja, među ostalima: 
- Nagrada Sedam sekretara SKOJ-a za ulogu Suzanne u Ludim danima, 1987.
- Nagrada SSOJ-a za najbolju mladu glumicu na MESS-u u Sarajevu za ulogu Suzanne u Ludim danima, 1987.
- Nagrada za najbolju mladu glumicu na Gavellinim večerima, 1987.
- Velika povelja na Festivalu jugoslovenskog filma u Nišu za ulogu Stele u filmu Stela, 1990.
- Nagrada Večernjeg lista za ulogu Stele u filmu Stela, 1990.
- Ruža Pazinka za ulogu Stele u filmu Stela, 1990.
- Zlatni smijeh za najbolju glavnu ulogu na Danima satire za ulogu Giacinte u Goldonijevoj Trilogiji o ljetovanju, 1990.
- Večernjakova Ruža za najpopularniju glumicu, 1997.
- Zlatni smijeh za najbolju glavnu ulogu na Danima satire za ulogu Natalije Petrovne u Mjesec dana na selu, 1998.
- Nagrada Fabijan Šovagović za najbolju žensku ulogu na Festivalu glumca za ulogu u predstavi Prije sna, 2005.
- Zlatna arena za najbolju žensku ulogu u filmu Što je Iva snimila, 2005.
- Marul za ulogu Cvijete Zuzorić u predstavi Cvijeta na Marulićevim danima, 2006.
- Nagrada Europlakata za najbolje glumačko ostvarenje Dramskog kazališta Gavella u sezoni 2005/2006.
- Grand prix za najbolju žensku ulogu na 28. Kazališnim susretima BiH za ulogu Seke u Nosi nas rijeka“, 2011.
- Nagrada Fabijan Šovagović za najbolju žensku ulogu na Festivalu glumca za ulogu Seke u Nosi nas rijeka, 2012.
- Ardalion za najbolju žensku ulogu na Pozorišnom festivalu u Užicu za ulogu Katerine Marmeladove u Zločinu i kazni, 2013.
- Zlatni dukat za doprinos hrvatskoj kinematografiji, Dani hrvatskog filma u Orašju, 2014.
- Veliko zlatno srce, priznanje branitelja za doprinos hrvatskoj kulturi, 2015.
- Gavella fair nagrada za najbolju glumica sezone 2014/15. za ulogu Violet Weston u predstavi Kolovoz u okrugu Osage, 2015.
- Nagrada za najbolju žensku ulogu na Gavellinim večerima za ulogu Violet Weston u predstavi Kolovoz u okrugu Osage, 2015.
- Nagrada za najbolju žensku ulogu na Bobijevim danima smijeha za ulogu Toinette u Umišljenom bolesniku, 2015.
- Nagrada hrvatskog glumišta za najbolju žensku ulogu za ulogu Violet Weston u predstavi Kolovoz u okrugu Osage, 2015.
- Nagrada Fabijan Šovagović za najbolju žensku ulogu na Festivalu glumca za ulogu Violet Weston u predstavi Kolovoz u okrugu Osage, 2016.[5]
- Nagrada Vladimir Nazor za 2015. godinu, za ulogu Violet Weston u predstavi Kolovoz u okrugu Osage,[6]

## Značajnije uloge u kazalištu
- W. Shakespeare, Oluja, kao Miranda, red. Zlatko Vitez, GD Histrion
- I. Brešan, Arheološka iskapanja kod sela Dilj, kao Jasna, red. Zlatko Vitez, GD Histrion
- K. Dolenčić, Oženih se vješticom, kao Rosta, red. Krešo Dolenčić, GD Lift
- E. Ionesco, Lekcija, kao Učenica, red. Nana Šojlev, AKFU
- M. Držić, Dundo Maroje, kao Petrunjela, red. Krešo Dolenčić, DLJI
- W. Shakespeare, Kralj Lear, kao Kordelija, red. Kosta Spaić, DK Gavella
- W. Shakespeare, San ljetne noći, kao Titanija, red. Krešo Dolenčić, Splitsko ljeto
- M. Gavran, Kreontova Antigona, kao Antigona, red Damir Mađarić, DK Gavella
- Beaumarchais / Ö. von Horváth, Ludi dani, kao Suzanne, red. Paolo Magelli, DK Gavella
- M. Krleža, Leda, kao Melita, red. Miro Međimorec, DK Gavella
- B. Brecht, Opera za tri groša», kao Polly, red. Roberto Ciulli, HNK Split
- M. Držić, Hekuba, kao Poliksena, red. Ivica Boban, DLJI
- Eshil, Agamemnon, kao Kasandra, red. Marin Carić, DLJI
- E. De Filippo, Velika Magija, kao Marta di Speltta, red. Paolo Magelli, DK Gavella
- I. Tijardović, Spliski akvarel, kao Perina Štrambera, red. Krešo Dolenčić, HNK Split
- D. Jovanović, Viktor ili dan Mladosti, kao Ida Smrtuljak, red. Paolo Magelli, DK Gavella
- Ö. von Horváth, Vjera, ufanje, ljubav, kao Elizabeth, red. Paolo Magelli, DK Gavella
- Sofoklo, Feničanke, kao Feničanka, red. Paolo Magelli, DLJI
- R. Marinković, Glorija, kao Glorija, red. Petar Veček, DK Gavella
- T. Williams, Mačka na vrućem limenom krovu, kao Maggie, red. Snježana Banović, DK Gavella
- G. Buchner, Dantonova smrt, kao Julie, red. Petar Veček, DK Gavella
- N. Gogolj, Revizor, kao Marija Andrejevna, red. Miro Međimorec, DK Gavella
- C.Goldoni, Trilogija o ljetovanju, kao Giacinta, red. Eduard Muller, HNK Split
- I. Aralica, Propast Magnuma, kao Entela Vetura, red. Ivica Kunčević, HNK u Zagrebu
- A. P. Čehov, Ujak Vanja, kao Jelena Andrejevna, red. Paolo Magelli, ZKM
- A. P. Čehov, Tri sestre, kao Maša, red. Paolo Magelli, ZKM
- A. P. Čehov, Višnjik, kao Ljubov Andrejevna, red. Paolo Magelli, Garaža i DK Gavella
- I. Turgenjev, Mjesec dana na selu, kao Natalija Petrovna, red. Paolo Magelli, DK Gavella
- M. Krleža – Z. Vitez, Latinović, kao Bobočka, red. Zlatko Vitez, DK Gavella
- Mrožek,  Tango, kao Eleonora, red. Joško Juvančić, DK Gavella
- L. Kaštelan, Prije sna, kao Žena, red. Nenni Delmestre, DK Gavella
- F. Šovagović, Ptičice, kao Zdenka, red. Ozren Prohić, DK Gavella
- M. Sršen, Cvijeta, kao Cvijeta Zuzorić, red. Matko Sršen,  ITD
- H. Ibsen,  Stupovi društva, kao Lora Hessel, red. Tomislav Pavković, DK Gavella
- A.P.Čehov, Ivanov, kao Ana Petrovna, red. Nenni Delmestre, DK Gavella
- T. Williams, Orfej silazi, kao Lady Torrance, red. Janusz Kica, DK Gavella
- I. Vidić, Dolina ruža, kao Lujza, red. Krešo Dolenčić, DK Gavella
- M. Edson, Duh, kao Vivian Bearing, red. Samo Strelec, DK Gavella
- E. Bošnjak, Nosi nas rijeka, kao Seka, red. Krešo Dolenčić, DK Gavella
- F.M. Dostojevski, Zločin i kazna, kao Katerina Marmeladova, red. Zlatko Sviben, DK Gavella
- Tracy Letts, Kolovoz u okrugu Osage, kao Violet Weston, red. Slađana Kilibarda, DK Gavella
- Molière, Umišljeni bolesnik, kao Toinette, red. Krešo Dolenčić, DK Gavella

## Filmografija

### Televizijske uloge
- "Počivali u miru" kao Marija Križman (2015.)
- "Obiteljska stvar" kao Vanja Kovač (1998.)
- "Jedan cijeli ljudski vijek" kao Ljiljana Jojić (1984.)

### Filmske uloge
- Plavi cvijet (2021.)
- "Narodni heroj Ljiljan Vidić" kao Gertruda (2015.)
- "Cvjetni trg" kao Nives (2012.)
- "Pušiona" kao državna tajnica (2012.)
- "Kotlovina" kao Željka (2011.)
- "Iza stakla" kao Ljerka (2008.)
- "Kradljivac uspomena" kao glavna tajnica MVP (2007.)
- "Što je Iva snimila 21. listopada 2003." kao Željka (2005.)
- "Pušća Bistra" kao Margarinka (2005.)
- "Ispod crte" kao Patricija Požgaj (2003.)
- "Polagana predaja" kao Gorjanova supruga (2001.)
- "Sestre" (1992.)
- "Baka Bijela" kao Blanka (1992.)
- "Stela" kao Stela Lončar (1990.)
- "Svila, škare" kao Nada (1987.)
- "San o ruži" kao Jasna (1986.)
- "Ja sam starinski ormar" kao Ljerka (1986.)
- "Zadarski memento" kao Zorka (1984.)
- "S.P.U.K." kao bolničarka Verica (1983.)

## Vanjske poveznice
- Anja Šovagović-Despot u internetskoj bazi filmova IMDb-u (engl.)
- Stranica na Gavella.hr
- Životopis na Sabor.hr  Arhivirana inačica izvorne stranice od 22. prosinca 2015. (Wayback Machine)